# 4 Brygada Artylerii Przeciwpancernej

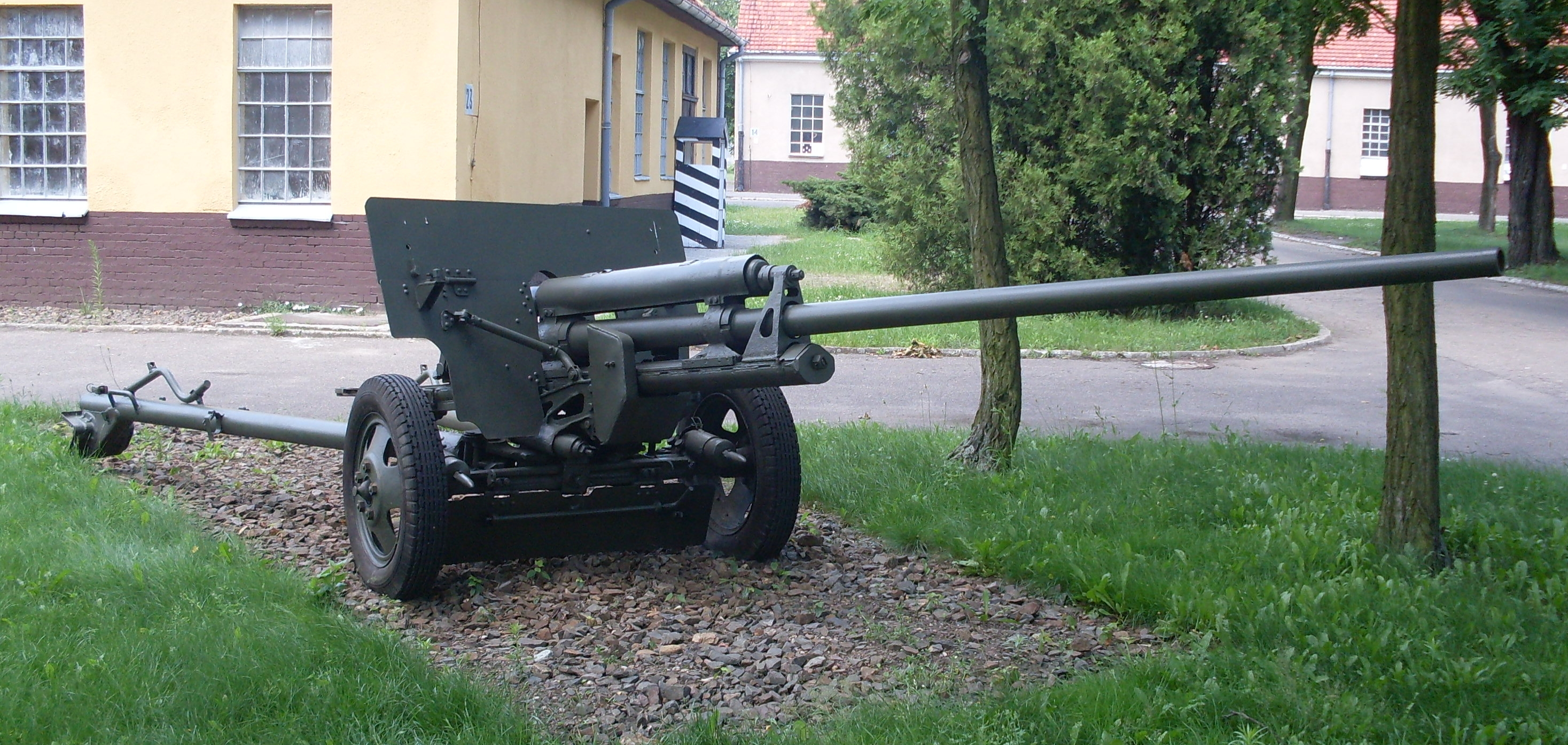
Armata przeciwpancerna ZIS-2

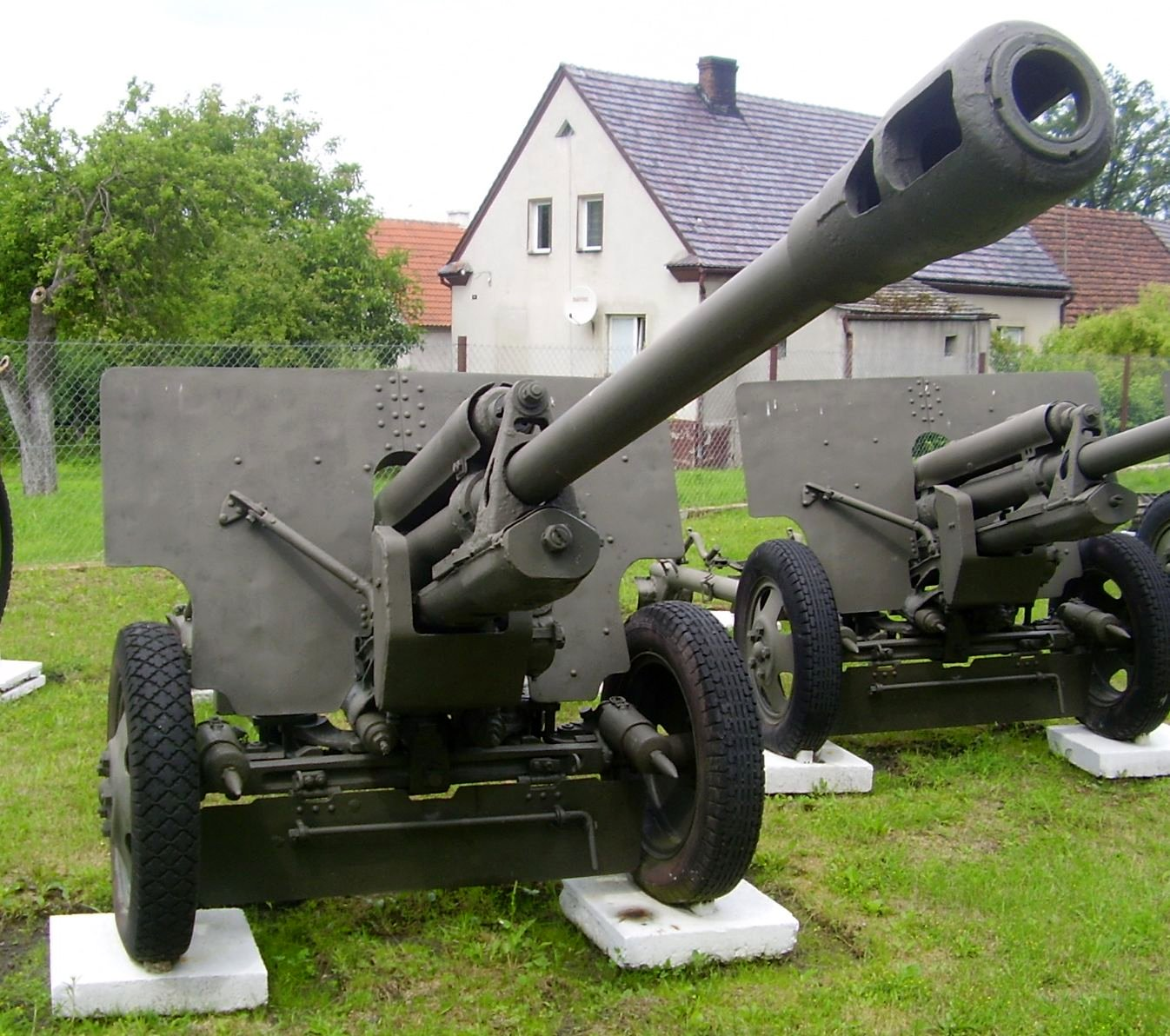
Armata dywizyjna ZIS-3

4 Brygada Artylerii Przeciwpancernej (4 BAPpanc) – związek taktyczny artylerii przeciwpancernej ludowego Wojska Polskiego.

## Formowanie i zmiany organizacyjne
Brygada została sformowana w maju 1944 we wsi Czerwone w rejonie Sum, na bazie utworzonego w sierpniu 1943 w obozie sieleckim 4 pułku artylerii przeciwpancernej. Wchodziła w skład 1 Armii WP i wraz z nią przeszła szlak bojowy do Łaby. Jej dowódcą był oficer wojsk pancernych Armii Czerwonej oddelegowany do służby w ludowym WP gen. bryg. Piotr Dejnichowski (Dejnechowski).
Po zakończeniu służby okupacyjnej w Niemczech, 12 lipca 1945 brygada przybyła do garnizonu stałego w Pszczynie.
Na bazie 4 BAPpanc powstał 76 manewrowy pułk artylerii w Toruniu, przeznaczony do zabezpieczenia procesu szkolenia słuchaczy Oficerskiej Szkoły Artylerii oraz cztery dywizjony artylerii przeciwpancernej dla dywizji piechoty.

## Struktura organizacyjna
- dowództwo 4 Brygady Artylerii Przeciwpancernej
- 4 pułk artylerii przeciwpancernej
- 19 pułk artylerii przeciwpancernej
- 20 pułk artylerii przeciwpancernej
- park artylerii
- bateria dowodzenia

Etat przewidywał 1439 żołnierzy. Każdy z trzech pułków artylerii przeciwpancernej posiadał w swoim składzie dowództwo, kwatermistrzostwo, pluton dowodzenia, pluton parkowy, pluton gospodarczy i warsztat puszkarsko-rusznikarski oraz sześć baterii przeciwpancernych. Każda z baterii miała pluton dowodzenia i dwa plutony ogniowe po dwa działony.
Na uzbrojeniu brygady znajdowały się:
- 24 x 76 mm armaty dywizyjne (ZiS-3
- 48 x 57 mm armaty przeciwpancerne wz. 1943 (ZiS-2)
- 72 x rusznice przeciwpancerne
- 36 x karabinów maszynowych

## Marsze i działania bojowe
|  |  |